# Табун (хімічна зброя)
Табу́н — позначення фосфорорганічної речовини, що належить до ряду отруйних речовин нервово-паралітичної дії. За своїм складом табун є диметиламідом етилового естеру ціанофосфатної кислоти. Має також позначення GA, Трилон 83, Трилон-100, D-7, Gelan.
Табун включений до Списку 1 заборонених речовин, розробленого Організацією із заборони хімічної зброї, тому його виробництво й обіг можливі лише у незначних кількостях — для мирних чи наукових цілей та за суворої звітності.

## Історія
У 1936 році лабораторія німецького хімічного концерну «IG Farben» працювала над створенням нових інсектицидів. В ході робіт група науковців під керівництвом Герхарда Шрадера виявила потужні токсичні властивості у створених ними фосфорорганічних речовин. Одним із продуктів синтезу став диметиламід етилового естеру ціанофосфатної кислоти, який отримав від Шрадера кодову назву Препарат 9/91. Зразок препарату Шрадер надав своєму колезі біологу Карлу Кюкенталю. 23 грудня того ж року, проводячи досліди на комахах, той встановив, що для загибелі усіх шкідників достатньої незначної концентрації — розведення речовини у 200 000 разів. Таким чином нова речовина за своєю токсичністю значно перевершувала усі тогочасні отрути. В ході експериментального виробництва препарату аналогічна сильна дія також спостерігалася і при впливі на людський організм — незначна крапля розчину миттєво призводила до ускладнення дихання. Людям, що зазнали такого ефекту, в тому числі Шрадеру та його колегам, необхідно було кілька тижнів для одужання.
На початку травня 1937 року Шрадер отримав токсикологічний звіт від доктора Гросса, завідувача відділом промислової гігієни на іншому підрозділі IG. Серед результатів, зокрема, вказувалося, що введення мавпам, фізіологічно найбільш близьким до людей, десятих частин міліграма препарату на кілограм маси тіла супроводжувалося звуженням зіниць, появою блювоти, посиленої слинотечі, черевних болів, ускладнення дихання і серцебиття та, з рештою, паралічу дихального центру, який призводив до загибелі.
Того ж місяця препарат під назвою Le-100, яку йому дав Гросс (скорочено від Леверкузен), був представлений на розгляд Управління озброєнь сухопутних сил
для включення його до хімічного озброєння Німеччини. Проект отримав схвалення і виробництво Le-100 розпочалося у Мюнстерлагері, військовому об'єкті у Нижній Саксонії.
Про наявність у Німеччини подібної розробки не було відомо до закінчення Другої світової війни, хоча за кілька після її завершення британські науковці повідомили про створення табуну на початку 1940-х років незалежно від німецьких.

## Фізичні властивості
Чистий табун є прозорою рідиною, а технічний продукт має відтінок від жовто-зеленого до коричневого. У чистому вигляді речовина має фруктовий запах, однак після тривалого зберігання вона можна набувати запаху гіркого мигдалю (внаслідок розкладання до ціановодню) та риби (розкладання до диметиламіну).
Табун добре розчиняється у полярних та неполярних органічних розчинниках, зокрема втричі краще розчиняється у воді, аніж VX. Також він добре змішується з деякими іншими бойовимим отруйними речовинами — іпритом, люїзитом, синильної кислотою.

## Отримання
За оригінальним методом Шрадера цільовий табун (7) синтезують із диметиламідодихлорофосфату (3), який отримують обробкою диметиламіну (1) фосфорилхлоридом (2). Подільшою дією на дихлорид ціанідом натрію й етанолом можна отримати табун:
Альтернативний спосіб отримання, розроблений британськими науковцями, включає реакцію етеру фосфатної кислоти й диметиламіну:
{\displaystyle \mathrm {(C_{2}H_{5}O)_{2}PCl+2(CH_{3})_{2}N\longrightarrow (CH_{3})_{2}N{-}P(OC_{2}H_{5})_{2}+(CH_{3})_{2}NH{\cdot }HCl} }
{\displaystyle \mathrm {(CH_{3})_{2}N{-}P(OC_{2}H_{5})_{2}+ICN\longrightarrow (CH_{3})_{2}N{-}P(O)(OC_{2}H_{5})CN+C_{2}H_{5}I} }

## Хімічні властивості
Найбільш вивченою реакцією для табуну є гідроліз. Кислотний гідроліз веде до утворення диметиламіну (у формі солі). При подальшому розкладанні відокремлюються ціаногрупа й етоксигрупа. Кінцевим продуктом такого гідролізу є фосфатна кислота.
{\displaystyle \mathrm {(CH_{3})_{2}N{-}P(O)(OC_{2}H_{5})CN+H^{+}\longrightarrow (HO)P(O)(OC_{2}H_{5})CN+(CH_{3})_{2}N{\cdot }H^{+}} }
{\displaystyle \mathrm {(HO)P(O)(OC_{2}H_{5})CN+H^{+}\longrightarrow (HO)_{2}P(O)(OC_{2}H_{5})+H_{2}O} }
{\displaystyle \mathrm {(HO)_{2}P(O)(OC_{2}H_{5})+H^{+}\longrightarrow (HO)_{3}P{=}O+C_{2}H_{5}OH} }
При лужному або нейтральному гідролізі переважає відрив ціаногрупи:
{\displaystyle \mathrm {(CH_{3})_{2}N{-}P(O)(OC_{2}H_{5})CN+H_{2}O\longrightarrow (CH_{3})_{2}N{-}P(O)(OC_{2}H_{5})OH+HCN} }
Так, у дистильованій воді табун за 9 годин гідролізується до ціановодню на 50 %. Швидкість процесу суттєво зростає за нагрівання: наприклад, за температури 95 °C аналогічний ступінь розкладання досягається через 10 хвилин.
Оскільки саме ціаногрупа визначає токсичні властивості табуну, вона є цільовою при хімічній нейтралізації. Руйнування сполуки можливе, наприклад, у розчинах лугів:
{\displaystyle \mathrm {(CH_{3})_{2}N{-}P(O)(OC_{2}H_{5})CN+4NaOH\longrightarrow C_{2}H_{5}OH+(CH_{3})_{2}NH+NaCN+Na_{3}PO_{4}+H_{2}O} }
Ця реакція може застосовуватися для дегазації. При незначній забрудненості середовища табуном можливе також використання теплих розчинів соди й гідроксиду амонію

## Токсичність
Табун виявляє сильні токсичні властивості й належить до ряду речовин нервово-паралітичної дії. Отруєння табуном настає одразу, без прихованого періоду. Потрапляння його до організму можливе при вдиханні пари або внаслідок резорбції крізь шкіру. До симптомів, якими супроводжується отруєння належать: підвищена рухливість, звуження зіниць і бронхів, підвищене слино- і потовідділення, блювання.
При дії табуну концентрацією 0,005—0,01 мг/л протягом 2 хвилин настає легке отруєння, котре обмежується звуженням зіниць і бронхів, а дихання порушується на 24 години. Тривала дія призводить до порушення дихання й серцевої діяльності, появи шокового стану, симптоми описуються як близькі до паралічу. У такому стані смерть можлива за 20 хвилин, при незначних отруєннях — через 24 години. Важкі отруєння табуном 0,05—0,2 мг/л за того ж часу експозиції супроводжуються повторюваними судомами. Отруєння при більших концентраціях зазвичай є летальними.